# Ogród Botaniczny w Göteborgu

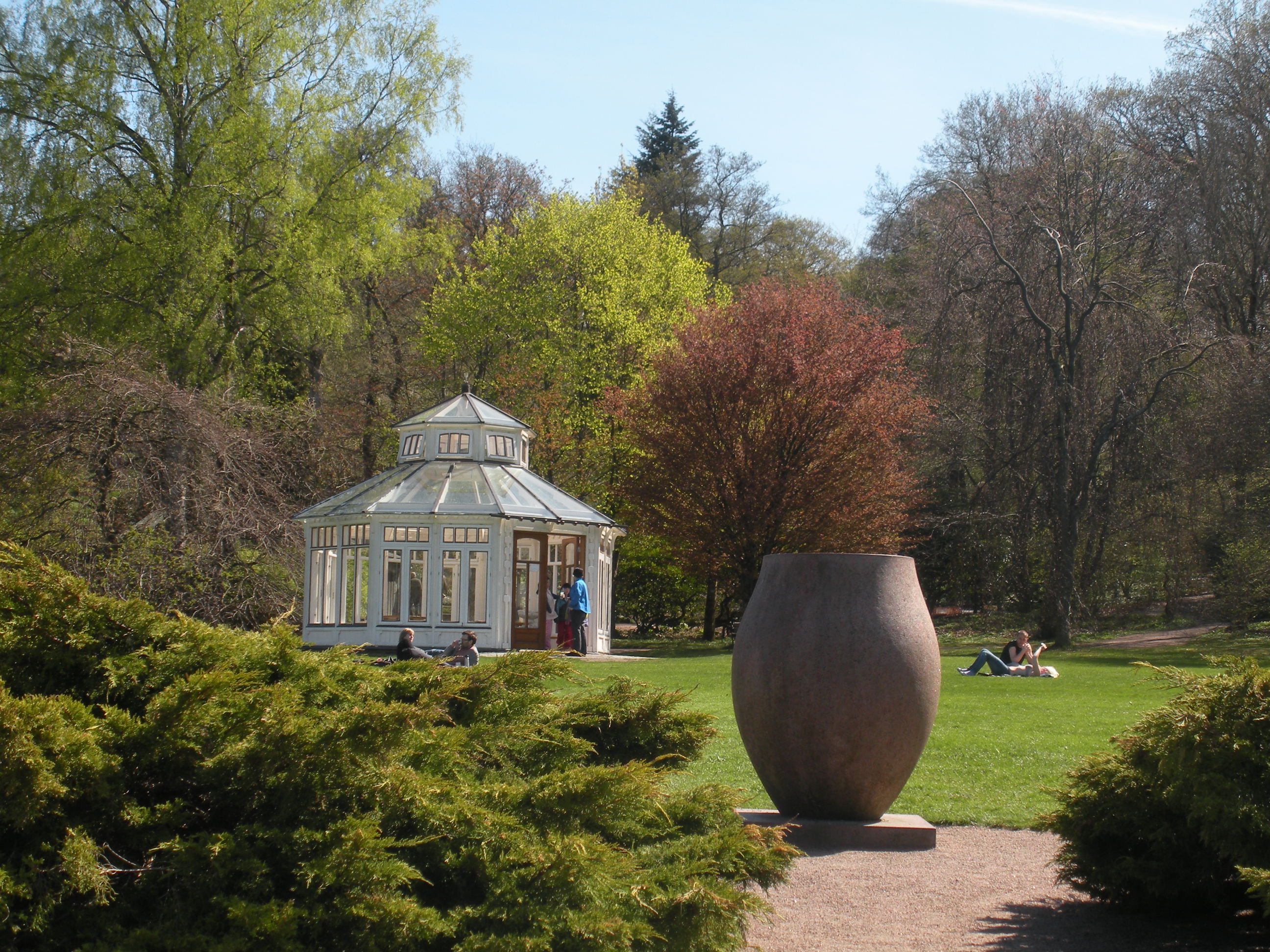
Widok na altanę

Ogród Botaniczny w Göteborgu (Göteborgs botaniska trädgård) – największy w Szwecji ogród botaniczny, założony w 1919 roku. Zaprojektowany został przez Rutgera Sernandera. Uprawianych jest tu około 16 tys. gatunków roślin. Całkowita powierzchnia ogrodu wynosi 175 hektarów, z czego większość to powierzchnia arboretum. Ogród właściwy to ok. 40 hektarów. 
W latach 1919–1949 ogrodem zarządzał Carl Skottsberg – szwedzki botanik i eksplorator Antarktydy. 
W ogrodzie znajdują się m.in.:
- szklarnie, m.in. z ok. 1500 gatunkami z rodziny storczykowatych,
- palmiarnia,
- Dolina Rododendronów,
- Ogród Górski, którego atrakcyjność w przewodniku Guide Michelin została oznaczona najwyższą oceną,
- Polana Japońska,
- Dolina Zawilców.